# Pseudoliotia micans
Pseudoliotia micans là một loài ốc biển, là động vật thân mềm chân bụng sống ở biển thuộc họ Liotiidae.